# Eredivisie
Die Eredivisie (Aussprache: [ˈeː.rə.di.ˌvi.zi], deutsch Ehrendivision) ist die höchste Fußball-Liga des niederländischen Fußball-Verbandes Koninklijke Nederlandse Voetbal Bond (KNVB). Sie wurde 1956 gegründet.
In der Eredivisie spielen derzeit 18 Mannschaften, die in der jährlichen Saison an 34 Spieltagen gegeneinander antreten. Der Kampf um die niederländische Fußball-Meisterschaft wird von den drei größten und finanzkräftigsten niederländischen Vereinen Ajax Amsterdam, PSV Eindhoven und Feyenoord Rotterdam beherrscht. Nur vereinzelt konnten auch andere Vereine wie AZ Alkmaar und Twente Enschede Meisterschaften feiern.

## Modus
Die 18 Mannschaften der Eredivisie treten innerhalb einer Saison jeweils zwei Mal gegen jede andere Mannschaft an. Meister wird jene Mannschaft, die am Ende der 34 Spieltage an erster Position steht, also die meisten Punkte errungen hat.

### Abstieg
Bis einschließlich der Saison 2018/19 stieg lediglich der Tabellenachtzehnte direkt ab, während der Tabellensiebzehnte und der Sechzehnte mit den acht bestplatzierten, aufstiegsberechtigten Mannschaften der Eerste Divisie in mehreren Play-off-Runden um die zwei verbliebenen Ligaplätze spielten.
Zur Saison 2019/20 beschloss der niederländische Fußballverband, dass der Tabellensiebzehnte ebenfalls fest absteigt. Darüber hinaus spielt der Sechzehnte weiterhin mit acht Mannschaften der Eerste Divisie um einen Platz in der Eredivisie. Eine Besonderheit bildete lediglich die Saison 2019/20 selbst, in der die Abstiegs- und Aufstiegsregelungen ausgesetzt wurden, nachdem die Saison im April 2020 aufgrund der COVID-19-Pandemie abgebrochen worden war.

### UEFA-Fünfjahreswertung
Platzierung in der UEFA-Fünfjahreswertung:
(in Klammern die Vorjahresplatzierung). Die Kürzel CL, EL und CO hinter den Länderkoeffizienten geben die Anzahl der Vertreter in der Saison 2026/27 der Champions League, der Europa League sowie der Conference League an.
- 04.  (04)  Deutschland (Liga, Pokal) – Koeffizient: 86.331 – CL: 4, EL: 2, CO: 1
- 05.  (05)  Frankreich (Liga, Pokal, Ligapokal) – Koeffizient: 73.093 – CL: 4, EL: 2, CO: 1
- 06.  (06)  Niederlande (Liga, Pokal) – Koeffizient: 67.150 – CL: 3, EL: 2, CO: 1
- 07.  (07)  Portugal (Liga, Pokal) – Koeffizient: 62.266 – CL: 2, EL: 2, CO: 1
- 08.  (08)  Belgien (Liga, Pokal) – Koeffizient: 56.850 – CL: 2, EL: 2, CO: 1

Stand: Ende der Europapokalsaison 2024/25

### Teilnehmer an europäischen Wettbewerben
In der 5-Jahres-Wertung der UEFA, die die Start- und Qualifikationsplätze für die europäischen Wettbewerbe regelt, liegt die Eredivisie derzeit auf Rang sechs. Demnach stehen der Eredivisie zwei direkte Startplätze sowie ein Platz für die Qualifikation für die UEFA Champions League zu. Dazu kommen ein Platz für die Qualifikation in der UEFA Europa League sowie ein Startplatz für die Play-offs in der zur Saison 2021/22 eingeführten UEFA Europa Conference League. Einen weiteren Europa-League-Platz erhält der Gewinner des KNVB-Pokals, der parallel zur Ehrendivision ausgetragen wird.
Mit einer zur Spielzeit 2005/06 in Kraft getretenen Reform der Eredivisie finden im Anschluss an eine beendete Saison Playoff-Spiele statt, um die Teilnehmer der europäischen Wettbewerbe auszuspielen. Nachdem in diesen Spielen anfangs auch die Teilnehmer der Champions League ermittelt wurden, nehmen seit der Saison 2008/09 nur noch die in der Abschlusstabelle auf den Plätzen fünf bis acht stehenden Vereine an den Playoffs teil. Zwischen diesen wurde bis zur 2019/20 ein Platz in der Europa League ausgespielt, seit der Saison 2020/21 tritt der Gewinner hingegen in der neu geschaffenen Conference League an. Alle Playoff-Spiele werden mit Hin- und Rückspiel ausgetragen.

### Kritik am Playoff-Modus
Der Playoff-Modus wurde und wird in den Niederlanden, aber auch international kontrovers diskutiert. Kritiker meinen, dass der Modus zu einer Abwertung des regulären Saisonbetriebs führe und dass Vereine, die sich in der Saison durch gute Leistung hervorgetan hätten, in einem einzigen Spiel um die Früchte ihrer Arbeit gebracht werden könnten.
Ein Paradebeispiel dafür lieferte in den Augen der Kritiker gleich in der ersten Saison nach Einführung des neuen Modus das Playoff-Spiel zwischen AZ Alkmaar und dem FC Groningen. Vize-Meister AZ Alkmaar hatte den Fünftplatzierten Groningen in der regulären Saison um 18 Punkte distanziert. Nach einer langen Saison, in der Alkmaar durch Pokal und UEFA-Cup deutlich mehr Pflichtspiele zu bestreiten hatte als Groningen, siegte Groningen nach Hin- und Rückspiel mit 3:1 und 1:2.
Auch 2007/08 ließ sich Vergleichbares beobachten, als Vizemeister Ajax Amsterdam in den Champions-League-Playoffs mit 1:2 und 0:0 an Twente Enschede (Platz 4) scheiterte. Die Hauptstädter mussten auf diese Weise im UEFA-Cup verbleiben.

## Teilnehmer der Saison 2024/25 und ihre Spielstätten
| Team                | Stadt      | Heimstadion                | Kapazität |
| ------------------- | ---------- | -------------------------- | --------- |
| Ajax Amsterdam      | Amsterdam  | Johan-Cruyff-Arena         | 55.500    |
| Almere City         | Almere     | Yanmar Stadion             | 04.501    |
| AZ Alkmaar          | Alkmaar    | AFAS Stadion               | 17.023    |
| Feyenoord Rotterdam | Rotterdam  | De Kuip                    | 47.500    |
| Fortuna Sittard     | Sittard    | Fortuna-Sittard-Stadion    | 10.300    |
| Go Ahead Eagles     | Deventer   | Stadion De Adelaarshorst   | 10.000    |
| FC Groningen        | Groningen  | Euroborg                   | 22.525    |
| SC Heerenveen       | Heerenveen | Abe-Lenstra-Stadion        | 26.100    |
| Heracles Almelo     | Almelo     | Asito Stadion              | 12.080    |
| NAC Breda           | Breda      | Rat-Verlegh-Stadion        | 19.000    |
| NEC Nijmegen        | Nijmegen   | Goffertstadion             | 12.500    |
| PEC Zwolle          | Zwolle     | Mac3Park Stadion           | 14.000    |
| PSV Eindhoven       | Eindhoven  | Philips Stadion            | 35.000    |
| RKC Waalwijk        | Waalwijk   | Mandemakers Stadion        | 07.500    |
| Sparta Rotterdam    | Rotterdam  | Sparta Stadion Het Kasteel | 11.000    |
| FC Twente Enschede  | Enschede   | De Grolsch Veste           | 30.205    |
| FC Utrecht          | Utrecht    | Stadion Galgenwaard        | 23.750    |
| Willem II Tilburg   | Tilburg    | König-Wilhelm-II.-Stadion  | 14.700    |

## Zuschauerzahlen
In der regulären Saison 2022/23 betrug die durchschnittliche Zuschauerzahl 18.162 Personen pro Spiel, womit die Eredivisie zu den zuschauerstärksten Fußballligen der Welt gehörte. Den höchsten durchschnittlichen Zuschauerschnitt wiesen Ajax Amsterdam (53.834) und Feyenoord Rotterdam (47.500) auf.
| Saison    | Schnitt | Spiele | Gesamt    |
| --------- | ------- | ------ | --------- |
| 1969/70   | 12.715  | 306    | 3.890.791 |
| 1979/80   | 9.853   | 306    | 3.015.119 |
| 1989/90   | 7.441   | 306    | 2.428.288 |
| 1999/00   | 14.028  | 306    | 4.292.437 |
| 2009/10   | 19.588  | 306    | 5.993.784 |
| 2010/11   | 19.269  | 306    | 5.896.460 |
| 2011/12   | 19.538  | 306    | 5.978.689 |
| 2012/13   | 19.596  | 306    | 5.996.264 |
| 2013/14   | 19.557  | 306    | 5.984.484 |
| 2014/15   | 18.744  | 306    | 5.735.736 |
| 2015/16   | 19.412  | 306    | 5.940.000 |
| 2016/17   | 19.090  | 306    | 5.841.521 |
| 2017/18   | 19.001  | 306    | 5.814.307 |
| 2018/19   | 17.957  | 306    | 5.494.944 |
| 2019/20 1 | 18.230  | 232    | 4.229.375 |
| 2020/21 2 | 558     | 306    | 170.825   |
| 2021/22   | 12.710  | 306    | 3.825.808 |
| 2022/23   | 18.162  | 306    | 5.539.486 |
| 2023/24   | 18.225  | 306    | 5.576.822 |
| 2024/25   | 20.127  | 306    | 6.118.600 |

## Niederländische Meister seit Einführung der Eredivisie 1956/57
| Saison  | Niederländischer Meister (ges./EDV) |
| ------- | ----------------------------------- |
| 1956/57 | Ajax Amsterdam (9/1)                |
| 1957/58 | DOS Utrecht                         |
| 1958/59 | Sparta Rotterdam (6/1)              |
| 1959/60 | Ajax Amsterdam (10/2)               |
| 1960/61 | Feyenoord Rotterdam (6/1)           |
| 1961/62 | Feyenoord Rotterdam (7/2)           |
| 1962/63 | PSV Eindhoven (4/1)                 |
| 1963/64 | DWS Amsterdam                       |
| 1964/65 | Feyenoord Rotterdam (8/3)           |
| 1965/66 | Ajax Amsterdam (11/3)               |
| 1966/67 | Ajax Amsterdam (12/4)               |
| 1967/68 | Ajax Amsterdam (13/5)               |
| 1968/69 | Feyenoord Rotterdam (9/4)           |
| 1969/70 | Ajax Amsterdam (14/6)               |
| 1970/71 | Feyenoord Rotterdam (10/5)          |
| 1971/72 | Ajax Amsterdam (15/7)               |
| 1972/73 | Ajax Amsterdam (16/8)               |
| 1973/74 | Feyenoord Rotterdam (11/6)          |
| 1974/75 | PSV Eindhoven (5/2)                 |
| 1975/76 | PSV Eindhoven (6/3)                 |
| 1976/77 | Ajax Amsterdam (17/9)               |
| 1977/78 | PSV Eindhoven (7/4)                 |
| 1978/79 | Ajax Amsterdam (18/10)              |
| 1979/80 | Ajax Amsterdam (19/11)              |
| 1980/81 | AZ Alkmaar                          |

| Saison  | Niederländischer Meister (ges./EDV) |
| ------- | ----------------------------------- |
| 1981/82 | Ajax Amsterdam (20/12)              |
| 1982/83 | Ajax Amsterdam (21/13)              |
| 1983/84 | Feyenoord Rotterdam (12/7)          |
| 1984/85 | Ajax Amsterdam (22/14)              |
| 1985/86 | PSV Eindhoven (8/5)                 |
| 1986/87 | PSV Eindhoven (9/6)                 |
| 1987/88 | PSV Eindhoven (10/7)                |
| 1988/89 | PSV Eindhoven (11/8)                |
| 1989/90 | Ajax Amsterdam (23/15)              |
| 1990/91 | PSV Eindhoven (12/9)                |
| 1991/92 | PSV Eindhoven (13/10)               |
| 1992/93 | Feyenoord Rotterdam (13/8)          |
| 1993/94 | Ajax Amsterdam (24/16)              |
| 1994/95 | Ajax Amsterdam (25/17)              |
| 1995/96 | Ajax Amsterdam (26/18)              |
| 1996/97 | PSV Eindhoven (14/11)               |
| 1997/98 | Ajax Amsterdam (27/19)              |
| 1998/99 | Feyenoord Rotterdam (14/9)          |
| 1999/00 | PSV Eindhoven (15/12)               |
| 2000/01 | PSV Eindhoven (16/13)               |
| 2001/02 | Ajax Amsterdam (28/20)              |
| 2002/03 | PSV Eindhoven (17/14)               |
| 2003/04 | Ajax Amsterdam (29/21)              |
| 2004/05 | PSV Eindhoven (18/15)               |
| 2005/06 | PSV Eindhoven (19/16)               |

| Saison  | Niederländischer Meister (ges./EDV) |
| ------- | ----------------------------------- |
| 2006/07 | PSV Eindhoven (20/17)               |
| 2007/08 | PSV Eindhoven (21/18)               |
| 2008/09 | AZ Alkmaar (2)                      |
| 2009/10 | FC Twente Enschede                  |
| 2010/11 | Ajax Amsterdam (30/22)              |
| 2011/12 | Ajax Amsterdam (31/23)              |
| 2012/13 | Ajax Amsterdam (32/24)              |
| 2013/14 | Ajax Amsterdam (33/25)              |
| 2014/15 | PSV Eindhoven (22/19)               |
| 2015/16 | PSV Eindhoven (23/20)               |
| 2016/17 | Feyenoord Rotterdam (15/10)         |
| 2017/18 | PSV Eindhoven (24/21)               |
| 2018/19 | Ajax Amsterdam (34/26)              |
| 2019/20 | keiner 2                            |
| 2020/21 | Ajax Amsterdam (35/27)              |
| 2021/22 | Ajax Amsterdam (36/28)              |
| 2022/23 | Feyenoord Rotterdam (16/11)         |
| 2023/24 | PSV Eindhoven (25/22)               |
| 2024/25 | PSV Eindhoven (26/23)               |

## Anzahl der Meisterschaften seit 1956/57
| Verein                                                     | Titelzahl |
| ---------------------------------------------------------- | --------- |
| Ajax Amsterdam                                             | 28        |
| PSV Eindhoven                                              | 23        |
| Feyenoord Rotterdam                                        | 11        |
| AZ Alkmaar                                                 | 02        |
| Twente Enschede DWS Amsterdam Sparta Rotterdam DOS Utrecht | 01        |

## Rekordmeister der Eredivisie
- 1957: Ajax Amsterdam
- 1958: Ajax Amsterdam und DOS Utrecht
- 1959: Ajax Amsterdam, DOS Utrecht und Sparta Rotterdam
- 1960–1961: Ajax Amsterdam (2)
- 1962–1964: Ajax Amsterdam und Feyenoord Rotterdam
- 1965: Feyenoord Rotterdam (3)
- 1966: Feyenoord Rotterdam und Ajax Amsterdam
- seit 1967: Ajax Amsterdam (4–28)

## Torschützenkönige
| Saison  | Spieler                            | Tore | Verein                                 |
| ------- | ---------------------------------- | ---- | -------------------------------------- |
| 1956/57 | Coen Dillen                        | 43   | PSV Eindhoven                          |
| 1957/58 | Leo Canjels                        | 32   | NAC Breda                              |
| 1958/59 | Leo Canjels                        | 34   | NAC Breda                              |
| 1959/60 | Henk Groot                         | 38   | Ajax Amsterdam                         |
| 1960/61 | Henk Groot                         | 41   | Ajax Amsterdam                         |
| 1961/62 | Dick Tol                           | 27   | FC Volendam                            |
| 1962/63 | Pierre Kerkhoffs                   | 22   | PSV Eindhoven                          |
| 1963/64 | Frans Geurtsen                     | 28   | DWS Amsterdam                          |
| 1964/65 | Frans Geurtsen                     | 23   | DWS Amsterdam                          |
| 1965/66 | Willy van der Kuijlen Piet Kruiver | 23   | PSV Eindhoven Feyenoord Rotterdam      |
| 1966/67 | Johan Cruyff                       | 33   | Ajax Amsterdam                         |
| 1967/68 | Ove Kindvall                       | 28   | Feyenoord Rotterdam                    |
| 1968/69 | Dick van Dijk Ove Kindvall         | 30   | FC Twente Enschede Feyenoord Rotterdam |
| 1969/70 | Willy van der Kuijlen              | 26   | PSV Eindhoven                          |
| 1970/71 | Ove Kindvall                       | 24   | Feyenoord Rotterdam                    |
| 1971/72 | Johan Cruyff                       | 25   | Ajax Amsterdam                         |
| 1972/73 | Cas Janssens Willy Brokamp         | 18   | NEC Nijmegen MVV Maastricht            |
| 1973/74 | Willy van der Kuijlen              | 27   | PSV Eindhoven                          |
| 1974/75 | Ruud Geels                         | 30   | Ajax Amsterdam                         |
| 1975/76 | Ruud Geels                         | 29   | Ajax Amsterdam                         |
| 1976/77 | Ruud Geels                         | 34   | Ajax Amsterdam                         |
| 1977/78 | Ruud Geels                         | 30   | Ajax Amsterdam                         |
| 1978/79 | Kees Kist                          | 34   | AZ Alkmaar                             |
| 1979/80 | Kees Kist                          | 27   | AZ Alkmaar                             |
| 1980/81 | Ruud Geels                         | 22   | Sparta Rotterdam                       |
| 1981/82 | Wim Kieft                          | 32   | Ajax Amsterdam                         |
| 1982/83 | Peter Houtman                      | 30   | Feyenoord Rotterdam                    |
| 1983/84 | Marco van Basten                   | 28   | Ajax Amsterdam                         |
| 1984/85 | Marco van Basten                   | 22   | Ajax Amsterdam                         |
| 1985/86 | Marco van Basten                   | 37   | Ajax Amsterdam                         |
| 1986/87 | Marco van Basten                   | 31   | Ajax Amsterdam                         |
| 1987/88 | Wim Kieft                          | 29   | PSV Eindhoven                          |
| 1988/89 | Romário                            | 19   | PSV Eindhoven                          |
| 1989/90 | Romário                            | 23   | PSV Eindhoven                          |
| 1990/91 | Romário Dennis Bergkamp            | 25   | PSV Eindhoven Ajax Amsterdam           |
| 1991/92 | Dennis Bergkamp                    | 22   | Ajax Amsterdam                         |
| 1992/93 | Dennis Bergkamp                    | 26   | Ajax Amsterdam                         |
| 1993/94 | Jari Litmanen                      | 26   | Ajax Amsterdam                         |
| 1994/95 | Ronaldo                            | 30   | PSV Eindhoven                          |
| 1995/96 | Luc Nilis                          | 21   | PSV Eindhoven                          |
| 1996/97 | Luc Nilis                          | 21   | PSV Eindhoven                          |
| 1997/98 | Nikos Machlas                      | 34   | Vitesse Arnheim                        |
| 1998/99 | Ruud van Nistelrooy                | 31   | PSV Eindhoven                          |
| 1999/00 | Ruud van Nistelrooy                | 29   | PSV Eindhoven                          |
| 2000/01 | Mateja Kežman                      | 24   | PSV Eindhoven                          |
| 2001/02 | Pierre van Hooijdonk               | 24   | Feyenoord Rotterdam                    |
| 2002/03 | Mateja Kežman                      | 35   | PSV Eindhoven                          |
| 2003/04 | Mateja Kežman                      | 31   | PSV Eindhoven                          |
| 2004/05 | Dirk Kuyt                          | 29   | Feyenoord Rotterdam                    |
| 2005/06 | Klaas-Jan Huntelaar                | 33   | SC Heerenveen / Ajax Amsterdam         |
| 2006/07 | Afonso Alves                       | 34   | SC Heerenveen                          |
| 2007/08 | Klaas-Jan Huntelaar                | 33   | Ajax Amsterdam                         |
| 2008/09 | Mounir El Hamdaoui                 | 23   | AZ Alkmaar                             |
| 2009/10 | Luis Suárez                        | 35   | Ajax Amsterdam                         |
| 2010/11 | Björn Vleminckx                    | 23   | NEC Nijmegen                           |
| 2011/12 | Bas Dost                           | 32   | SC Heerenveen                          |
| 2012/13 | Wilfried Bony                      | 31   | Vitesse Arnheim                        |
| 2013/14 | Alfreð Finnbogason                 | 29   | SC Heerenveen                          |
| 2014/15 | Memphis Depay                      | 22   | PSV Eindhoven                          |
| 2015/16 | Vincent Janssen                    | 27   | AZ Alkmaar                             |
| 2016/17 | Nicolai Jørgensen                  | 21   | Feyenoord Rotterdam                    |
| 2017/18 | Alireza Jahanbakhsh                | 21   | AZ Alkmaar                             |
| 2018/19 | Luuk de Jong Dušan Tadić           | 28   | PSV Eindhoven Ajax Amsterdam           |
| 2019/20 | Steven Berghuis 3 Cyriel Dessers 3 | 15   | Feyenoord Rotterdam Heracles Almelo    |
| 2020/21 | Georgios Giakoumakis               | 26   | VVV-Venlo                              |
| 2021/22 | Sébastien Haller                   | 21   | Ajax Amsterdam                         |
| 2022/23 | Anastasios Douvikas                | 20   | FC Utrecht                             |
| 2023/24 | Vangelis Pavlidis Luuk de Jong     | 29   | AZ Alkmaar PSV Eindhoven               |
| 2024/25 | Sem Steijn                         | 24   | FC Twente Enschede                     |